# Stenotanais hamicauda
Stenotanais hamicauda är en kräftdjursart som beskrevs av Bird och David Malcolm Holdich 1984. Stenotanais hamicauda ingår i släktet Stenotanais, överfamiljen Paratanaoidea, ordningen tanaider, klassen storkräftor, fylumet leddjur och riket djur. Inga underarter finns listade i Catalogue of Life.